# No sé decir adiós
No sé decir adiós es una película española de 2017 de género dramático dirigida por Lino Escalera, siendo este su filme debut como director. 
El filme se estrenó en mayo de 2017 y ha ganado premios de cine muy prestigiosos, en particular el Goya a mejor actriz protagonista a Nathalie Poza.

## Sinopsis
Carla, una alta ejecutiva autodestructiva y con problemas de drogas, recibe una llamada de su hermana acerca de su padre, con el que hace años que no se habla y a quien acaban de detectar un cáncer terminal.
Se desplaza desde Barcelona hasta su Almería natal, donde se encuentra con su pasado. 
La familia de su hermana, muy unida, está preparada para evitar el sufrimiento de su padre con un tratamiento paliativo.
Dispuesta a compensar el tiempo perdido, Carla hará todo lo posible por salvar a su padre.

## Reparto
- Nathalie Poza como Carla.
- Juan Diego como José Luis, el padre.
- Lola Dueñas como Blanca, la hermana.
- Miki Esparbé como Sergi.
- Pau Durà como Nacho.
- Oriol Pla como Coco.
- Marc Martínez como Marcelo.

## Premios

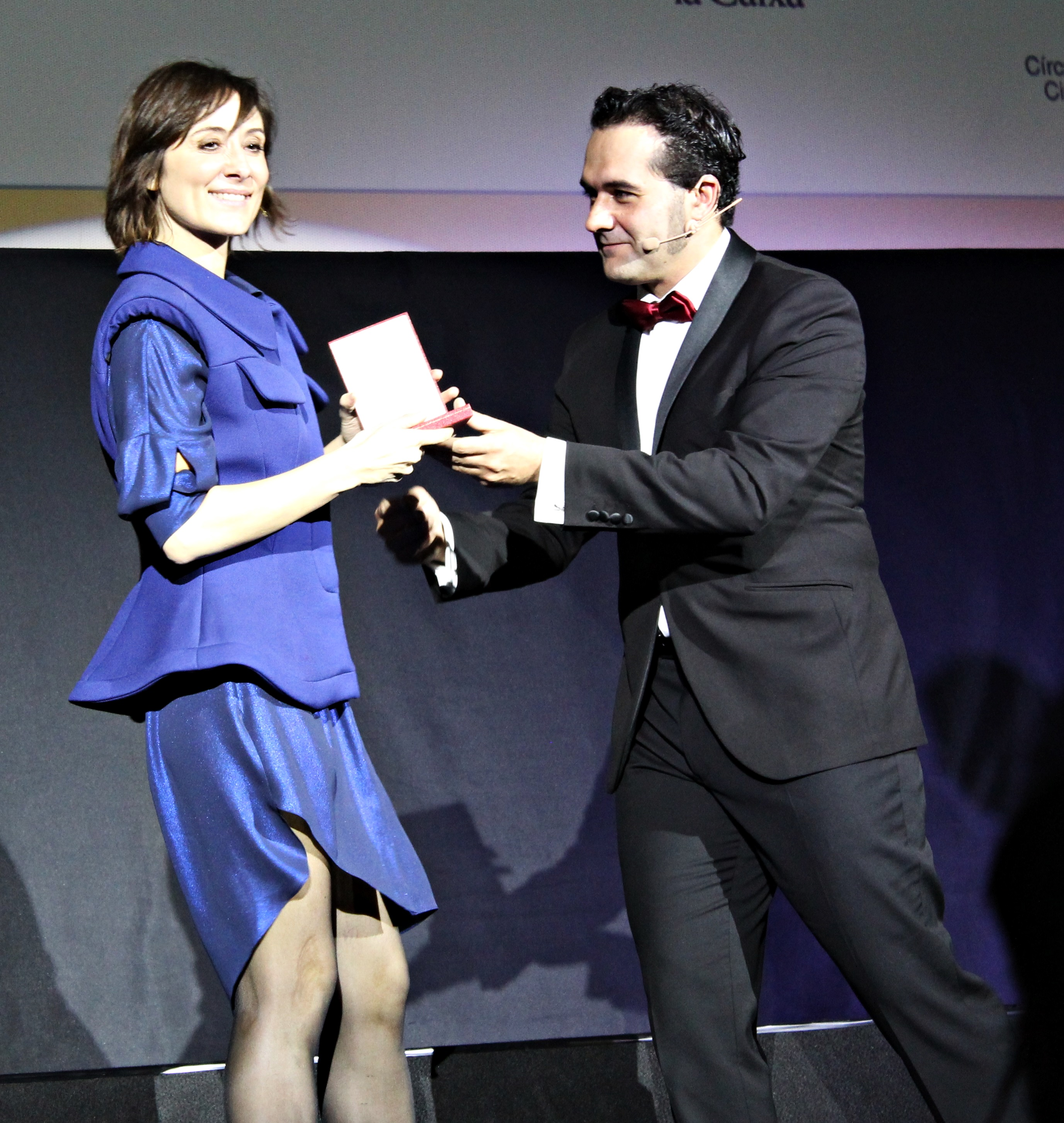
Nathalie Poza recibiendo la Medalla del CEC a la mejor actriz.

Premios Goya
| Categoría                 | Persona       | Resultado |
| ------------------------- | ------------- | --------- |
| Mejor actriz protagonista | Nathalie Poza | Ganadora  |
| Mejor director novel      | Lino Escalera | Nominado  |
| Mejor actriz de reparto   | Lola Dueñas   | Nominada  |

Premios Forqué
| Categoría                 | Persona       | Resultado |
| ------------------------- | ------------- | --------- |
| Mejor actriz protagonista | Nathalie Poza | Ganadora  |
| Mejor actor de reparto    | Juan Diego    | Nominado  |

Premios Feroz
| Categoría                 | Persona                     | Resultado |
| ------------------------- | --------------------------- | --------- |
| Mejor película dramática  | Mejor película dramática    | Ganadora  |
| Mejor actriz protagonista | Nathalie Poza               | Ganadora  |
| Mejor actor de reparto    | Juan Diego                  | Nominado  |
| Mejor actriz de reparto   | Lola Dueñas                 | Nominada  |
| Mejor guion               | Lino Escalera y Pablo Remón | Nominados |

Medallas del Círculo de Escritores Cinematográficos
| Categoría               | Persona       | Resultado |
| ----------------------- | ------------- | --------- |
| Mejor actriz            | Nathalie Poza | Ganadora  |
| Mejor actriz secundaria | Lola Dueñas   | Ganadora  |
| Director revelación     | Lino escalera | Nominado  |